# 塔糖山纜車
塔糖山纜車（葡萄牙語：Bondinho do Pão de Açúcar），又稱里約熱內盧纜車；是巴西里約熱內盧的一座空中纜車系統，由塔糖山空中纜車公司（Companhia Caminho Aéreo Pão de Açúcar）營運，全程6分鐘。纜車的兩個區間在1912年和1913年先後通車，並由此成為全球第三座空中纜車系統。纜車系統分為兩個區間，其中一段起於紅海灘，終於高220（720英尺）的烏爾卡山，而另外一段則連接烏爾卡山和高395-（1,296-英尺）的塔糖山頂峰。
工程師奧古斯托·費雷拉·拉莫斯在1908年提出興建這個纜車系統的設想，並爭取里約熱內盧上流社會知名人物支持，以促進纜車建設工程。1972年，纜車系統改用新式車廂，載客量大幅增加，而1979年占士·邦電影《鐵金剛勇破太空城》的一個動作場面亦在此取景。在2014年7月，纜車每月載客量達90,000人。

## 歷史
提出興建纜車，連接塔糖山這個設想的人是工程師奧古斯托·拉莫斯（1860－1939）。他在提出這個構想之前，曾在數個拉丁美洲國家、美國和歐洲遊歷，以研究西班牙語美洲地區的咖啡種植法。他可能是由此萌生建設纜車的構想。不過，根據官方記錄，促使拉莫斯設想在里約熱內盧興建纜車系統的因素是科技技術的進步和1908年巴西開港通商百週年紀念國家博覽會的舉行。他要向里約上流社會的知名人物（包括對當地建設拓展大有興趣，而且擁有權勢的愛德華多·金利和雷蒙多·奧多尼·德·卡斯特羅·瑪雅）推廣自己的構想，以促進纜車建設:44。他們和上流社會人物都贊成把這個構想付諸實行，並為纜車建設工程出資。1909年，聯邦區市政府發表第1260號市政府令，發出30年的纜車經營准照。翌年，拉莫斯和當地名人以總值360米雷斯的創業資金創立了塔糖山空中纜車公司，旨在籌募資金、爭取政府支持。除了上述名人的撥款，咖啡種植業也是纜車公司的資金來源。
耗資200萬米雷斯的纜車建設工程在1910年動工。為纜車系統製造、裝嵌設備的是德國科隆的J.Pohling公司。參加工程的工人數以百計；他們來自巴西和葡萄牙，並接受專業訓練，進行危險的攀爬動作，把德國製造的器材運送上山頂。
塔糖山纜車終在1912年10月27日通車:47。首段通車的線路連接紅海灘和烏爾卡山。當時的纜車是木製車廂，外形與當時里約熱內盧的有軌電車相似，其葡萄牙語名稱即由此而來。纜車通車前，全世界只有兩座纜車系統：一座是全長280（920英尺），建於1907年的西班牙烏利亞山纜椅系統，另一座則是全長560（1,840英尺），建於1908年的瑞士韋特山纜車系統。1913年1月18日，連接烏爾卡山和塔糖山的第二條纜車線亦告通車。按照本來的計劃，纜車公司還會建設一條連接烏爾卡山和萊米巴比倫尼亞山的纜車線，形成Y形的纜車線路網。但由於巴比倫尼亞山是軍方的瞭望點和國防重地，因此一直未能成事。直至2010年代初，當地市長才考慮由市政府興建這一條纜車線。
纜車公司成立後，拉莫斯一直擔任該公司行政總裁，直至1934年讓位與銀行家卡洛斯·平托·蒙迪路（Carlos Pinto Monteiro）為止。在此期間，纜車系統遭遇重重危機：1935年，巴西發生共黨起事，第3步兵團的起義士兵與政府軍交戰，令一條纜車纜線被砲彈擊中。纜車服務因而暫停，直至新纜線從歐洲送達巴西，重新安裝為止。而第二次世界大戰亦令纜車乘客人數大減，影響到纜車昂貴的維修、保養工事。然而，蒙迪路最終仍能改善纜車業務狀況。
1951年，纜車線發生了自通車以來首宗意外：當時其中一條電纜折斷，纜車車廂只能以鋼纜承托。身在車上的技工奥古斯托·貢薩爾維斯（Augusto Goncales）爬出車廂，滑到位於烏爾卡山的纜車站，並在組裝緊急救援車的時候提供協助。緊急救援車隨後升上纜車所在處，救出其餘乘客（6個成年男人、3個男童和12名女性）。整件事故擾攘約10小時。時任巴西總統熱圖利奧·瓦加斯讚揚貢薩爾維斯是當日的英雄。
1962年，克里斯托旺·雷特·德·卡斯特羅（Cristóvão Leite de Castro）接替蒙迪路，出任纜車公司行政總裁，直至1999年離職為止。而自1993年起，他的女兒瑪利亞·埃爾西利亞·雷特·德·卡斯特羅（Maria Ercília Leite de Castro）亦開始出任該公司的總經理。1969年5月，纜車公司與瓜納巴拉州政府簽約，增設另一條纜車纜線，並購置四架可以承載75人的新式纜車（原有纜車載客量為22人）。德·卡斯特羅把這些纜車車廂稱為「鑽石」。整個工程耗資200萬美元，而新纜車亦於1972年10月29日開始載客。至2008年，纜車公司引入在瑞士製造的新車廂，取代原有的車廂。新車廂載客量由原來的75人減至65人，令乘客的乘車環境更舒適，而車身玻璃的設計亦有所改良，方便乘客拍照。
2012年，Google設計了一個徽標，以紀念塔糖山纜車通車100週年。當時身在巴西的網民可以在Google網站看到這個徽標。
纜車自通車以來，曾招待物理學家阿爾伯特·愛因斯坦、前美國總統約翰·甘迺迪、教宗若望保祿二世、波蘭總統萊赫·瓦文薩、英國唱作人艾頓莊等著名乘客。

## 車費
|             | 車費     |
| ----------- | -------- |
| 成人        | R$ 62,00 |
| 6至21歲乘客 | R$ 31,00 |
| 6歲以下小童 | 免費     |

此外，小學生、中學生、大學學士生和有特殊需要的乘客如能出示有效證明文件，乘搭纜車時可享有半價乘車優惠。而自2013年12月16日起，遊客既可直接在購票處購票，亦可在纜車公司的網站購票。

## 營運資料

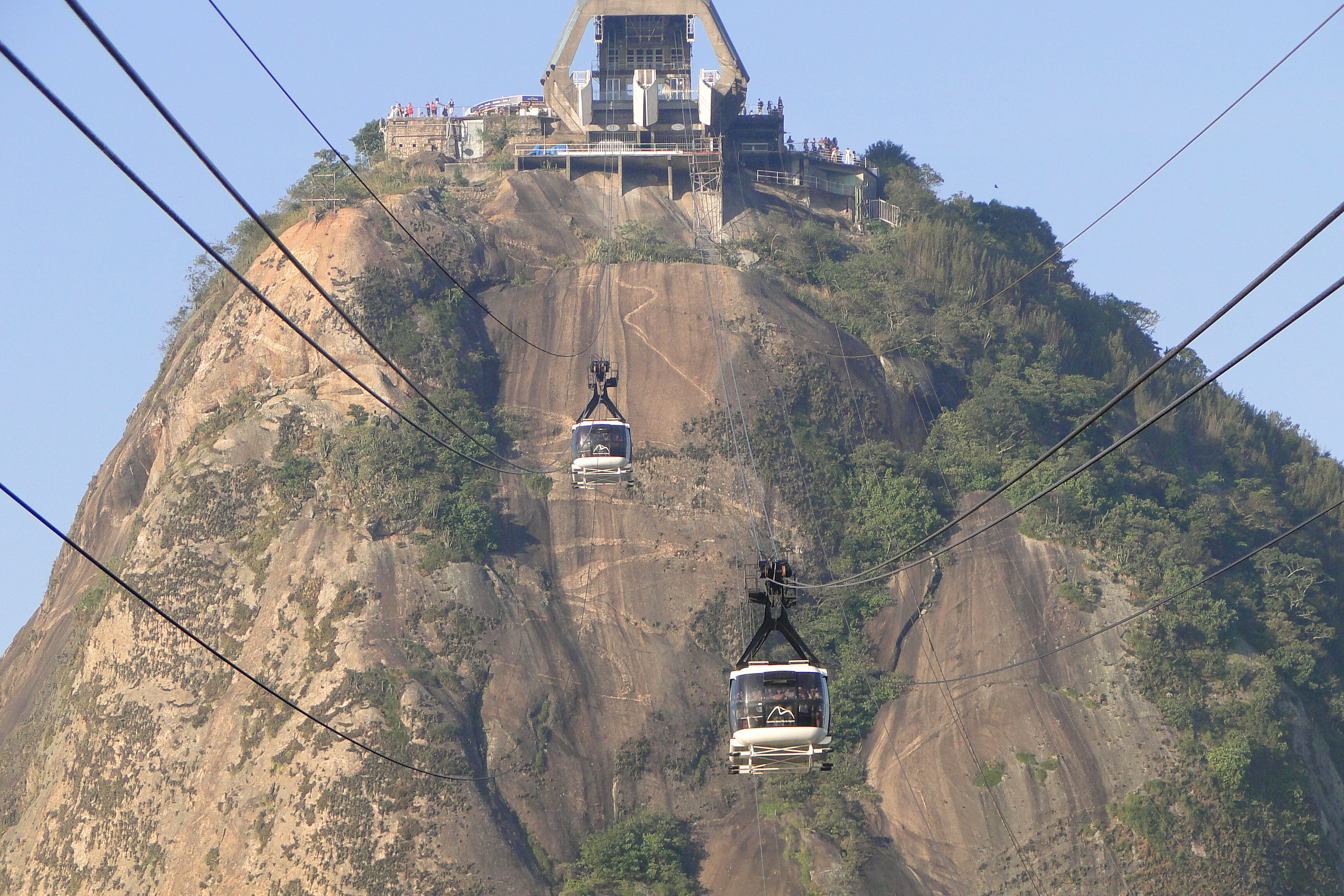
上坡的纜車

纜車運作時間為早上8時至晚上7時50分。纜車會在載滿乘客的時候開出，否則纜車每20分鐘一班。為安全起見，所有纜車車廂的車身都裝上了玻璃。每部纜車最多可以容納65人。
纜車系統第一個區間連接起點站和海拔220（720英尺）的烏爾卡山，全長528（1,732英尺），最高運行速度為每秒6（20英尺）。烏爾卡山設有咖啡館、小食亭、餐廳、紀念品店和兒童遊戲區。纜車系統第二個區間則連接烏爾卡山和海拔395（1,296英尺）的塔糖山，全長750（2,460英尺），最高運行速度為每秒10（33英尺）。這一段纜車路段（特別是上斜路段）非常陡峭。

## 軼聞
1979年的占士·邦系列電影《鐵金剛勇破太空城》在這座纜車系統取景。片中英國特務占士·邦（由演員羅渣·摩亞飾演）和他的大敵大鋼牙（李察·基路飾演）在纜車線上搏鬥，結果大鋼牙乘坐的纜車墜下一座地面車站，撞穿車站外牆，不過最後大鋼牙仍能奇蹟生還。特技演員李察·格雷頓（Richard Graydon）在拍攝期間滑倒，但能僥倖逃生。在該片其中一幕，大鋼牙咬下纜車鋼纜。雖然李察·基路拍攝這一幕的時候仍然要使用鋼牙道具，不過他咬下的纜線其實是用光果甘草製造的。
同年，來自拉斯維加斯的史提芬·麥匹克（Steven McPeak）走過纜車線最高路段的鋼纜，並創下世界紀錄，名列《健力士世界紀錄大全》。到了2007年，德國的法爾科·特拉伯也走上這條纜車線的鋼纜。

## 外部連結
- 官方网站 （葡萄牙文） （英文） （西班牙文）
- 塔糖山纜車購票網站 （页面存档备份，存于）

22°57′20″S 43°10′1″W / 22.95556°S 43.16694°W